# Нефтеперекачка
Нефтеперека́чка — село в Сызранском районе Самарской области. Входит в состав сельского поселения Печерское.

## География
Село находится на расстоянии примерно 30 км (по прямой) к востоку от северо-восточной границы города Сызрань, административного центра района, прилегая с севера к селу Печерское.

### Часовой пояс
Село Нефтеперекачка, как и вся Самарская область, находится в часовой зоне МСК+1. Смещение применяемого времени относительно UTC составляет +4:00.

## Население
| 2010 |
| ---- |
| 44   |

### Национальный состав
Согласно результатам переписи 2002 года, в национальной структуре населения русские составляли 93 % из 44 чел.